# Commedie e proverbi
Commedie e proverbi (Comédies et proverbes) è un ciclo di sei film diretti dal regista francese Éric Rohmer tra il 1981 e il 1987. Segue un primo ciclo di altrettanti film, Sei racconti morali (1962-1972) e ne precede un terzo di quattro titoli, Racconti delle quattro stagioni (1990-1998).
Il titolo è tratto dallo scrittore Alfred de Musset, che lo utilizzò per pubblicare raccolte delle proprie opere teatrali, recanti titoli simili a brevi aforismi: Proverbes designava infatti nella seconda metà del XVIII secolo un genere di dramma molto alla moda.

## Caratteristiche del ciclo
Al termine del ciclo dei sei Racconti morali, Rohmer vive una breve crisi creativa: dal momento che gli sembra di aver detto tutto ciò che ci fosse da dire, lavora su due film che non nascono da una sua idea originale, La Marchesa von... (da Heinrich von Kleist) e Perceval (da Chrétien de Troyes).
Quando si accinge a tornare a soggetti propri, progetta un nuovo ciclo di film, ispirati non più alla letteratura come i Sei racconti morali bensì al teatro; i protagonisti della serie precedente che erano artisti, filosofi, scrittori, diventano qui studenti e impiegati.
(Éric Rohmer)
Protagoniste dei sei film sono altrettante giovani donne, tra i 15 e i 30 anni, coinvolte nelle trame oscure e imprevedibili del quotidiano, nella scoperta dei sentimenti; non sono frutto della bellezza artificiale manipolata dal cinema, bensì di quella spontanea del mondo.
Per quanto riguarda la differenza tra la serie di sei film precedenti, i Contes moraux, e la presente, i primi hanno la struttura narrativa di un breve teorema, mentre i film del secondo ciclo assomigliano di più a veri e propri problemi che si pongono alle protagoniste.

## Lo schema dei sei film
I titoli dei sei film sono svincolati dall'obbligo di fare riferimento a un personaggio o una situazione; hanno tutti un sottotitolo, il “proverbio” di riferimento, e possiedono un titolo che è un gioco del cinefilo Rohmer, il quale scherza con i generi cinematografici come se ognuna di queste pellicole appartenesse a un film di serie B.

### La moglie dell'aviatore
- 1980, La femme de l'aviateur

Sottogenere: Commedia.

Luogo di ambientazione: Parigi.
- Proverbio:

(antifrasi di Alfred de Musset, On ne saurait penser à tout, "Non si può pensare a tutto")

### Il bel matrimonio
- 1982, Le beau mariage

Sottogenere: Commedia. 

Luogo di ambientazione: Le Mans, Parigi.
- Proverbio:

(Jean de La Fontaine)

### Pauline alla spiaggia
- 1982, Pauline à la plage

Sottogenere: Commedia. 

Luogo di ambientazione: Granville (Normandia).
- Proverbio:

(Chrétien de Troyes)

### Le notti della luna piena
- 1984, Les nuits de la pleine lune

Sottogenere: Commedia. 

Luogo di ambientazione: Marne-la-Vallée, Parigi.	
- Proverbio:

(Rohmer/Tradizionale)
La prima frase è di Rohmer stesso, la seconda appartiene alla tradizione popolare francese.

### Il raggio verde
- 1986, Le rayon vert

Sottogenere: Commedia. 

Luogo di ambientazione: Parigi, Cherbourg, Savoia, Biarritz.
- Proverbio:

(Arthur Rimbaud)

### L'amico della mia amica
- 1987, L'ami de mon amie

Sottogenere: Commedia. 

Luogo di ambientazione: Cergy-Pontoise.
- Proverbio:

(Proverbio popolare)